# Biston morleyi
Biston morleyi là một loài bướm đêm trong họ Geometridae.